# ひたちなか警察署
ひたちなか警察署は、茨城県ひたちなか市にある茨城県警察の警察署。署長は警視。

## 所在地
- 茨城県ひたちなか市東石川897番地の2

## 管轄区域
- ひたちなか市
- 那珂郡東海村

## 沿革
- 1941年（昭和16年） - 那珂湊警察署勝田警部補派出所
- 1948年（昭和23年） - 自治体警察勝田警察署
- 1951年（昭和26年） - 勝田地区警察署
- 1954年（昭和29年） - 茨城県勝田警察署
- 1989年（平成元年） - 現庁舎建設
- 1994年（平成6年） - ひたちなか市の発足に伴い、茨城県ひたちなか西警察署に名称変更
- 2015年（平成27年）4月1日 - ひたちなか西警察署とひたちなか東警察署を統合し茨城県ひたちなか警察署を新設[1]。分庁舎として那珂湊警察センターを設置[2]。

## 組織
- 署長
- 副署長
- 刑事官
- 警務課
  - 総合相談係
  - 被害者支援係
- 会計課
- 留置管理課
- 地域課
- 生活安全課
  - 人身安全少年係
  - 銃刀係
- 刑事第一課
  - 鑑識係
- 刑事第二課
- 交通課
  - 企画安全係
- 警備課

## 分庁舎

### ひたちなか市
- 那珂湊警察センター（ひたちなか市田中後39番10）

## 地区交番

### 東海村
- 東海地区交番（那珂郡東海村舟石川駅西一丁目1-7）：東海村を所管区とする。

## 交番

### ひたちなか市
- 市毛交番（ひたちなか市大字市毛822-3）：主に、JR常磐線以西のひたちなか市市毛、枝川、勝倉、勝田中原町、勝田本町、後台、田彦、津田、堀口などを所管区とする[1]。
- 勝田駅前交番（ひたちなか市勝田中央1-1）：主に、JR常磐線以東のひたちなか市青葉町、石川町、春日町、勝倉、勝田中央、金上、大成町、武田などを所管区とする[1]。
- 佐和交番（ひたちなか市高場1丁目6-7）：主に、ひたちなか市稲田、小貫山、高野、佐和、高場、足崎を所管区とする[1]。
- 馬渡交番（ひたちなか市馬渡3241-2）：主に、ひたちなか市後野、長砂、中根、前浜、馬渡を所管区とする[1]。

## 駐在所

### ひたちなか市
- 阿字ヶ浦駐在所（ひたちなか市阿字ヶ浦町794）：ひたちなか市阿字ヶ浦町を所管区とする[1]。
- 磯崎駐在所（ひたちなか市磯崎町5071）：ひたちなか市磯崎町を所管区とする[1]。
- 平磯駐在所（ひたちなか市平磯遠原町44-3）：ひたちなか市平磯町、平磯遠原町を所管区とする[1]。
- 部田野駐在所（ひたちなか市部田野）：主に、ひたちなか市雨沢谷津、烏ヶ台、小谷金、十三奉行、西十三奉行、田宮原、部田野、山崎などを所管区とする[1]（廃止された）